# Olivier Saragaglia
Olivier Saragaglia, né le 10 janvier 1971 à Saint-Martin-d'Hères, est un footballeur français désormais reconverti en entraîneur. Il jouait au poste de défenseur. 

## Carrière

### Joueur
Olivier Saragaglia commence le football dans sa ville natale de Grenoble où il découvre la deuxième division mais le club est relégué en 1992. Finalement en 1993, alors que les autres sports grenoblois brillent comme les brûleurs de loups, champions de France 1991 et le FC Grenoble privé du titre de champion de France 1993 dans une sombre affaire,, le club ne parvient pas à remonter en Division 2 et rencontre des problèmes financiers. Il quitte alors le club pour Châteauroux pour poursuivre sa carrière professionnelle.
Avec Châteauroux, il est champion de France de National 1 en  1994 puis joue deux saisons en deuxième division.
En manque de temps de jeu, il retourne à Grenoble avec qui il remonte de CFA en National puis quitte le club qui vient d'échouer à remonter en deuxième division lors du dernier match à Angers.
Il rejoint alors le Red Star en National avant de mettre un terme à sa carrière de joueur à l'âge de 30 ans.

### Entraîneur
Après la relégation administrative du GF38 en CFA 2 en 2011, Olivier Saragaglia est nommé entraîneur de l'équipe première. Il réussit alors le tour de force de la faire monter en CFA dès sa première saison, malgré les difficultés sportives et administratives liées à la situation du club. Le club se sépare de lui après la saison 2014-2015, l'équipe échouant à la deuxième place, non qualificative à la montée en National. 
En juin 2016, Saragaglia s'engage avec la Berrichonne de Châteauroux, où il devient l'adjoint de l'entraîneur Michel Estevan, puis de Jean-Luc Vasseur et enfin de Nicolas Usaï. Durant son passage au club, il assurera également deux intérims sur le banc. Le premier, à la suite du limogeage de Jean-Luc Vasseur le 9 octobre 2018, pour un match de Ligue 2 face au Paris FC et un match nul, le second à la suite du limogeage de Nicolas Usaï le 13 décembre 2020, pour deux matchs de ligues 2 se soldant par un match nul et une défaite. À la suite de la nomination de Benoit Cauet sur le banc de la Berrichonne, il ne continue pas l'aventure et s'engage le 25 janvier 2021 avec le CS Sedan Ardennes en National 2 avec qui il atteint les 8e de finale de la Coupe de France 2020/21. Après un bon début de championnat en national (7eme, avec 5 victoires, 8 nuls et 3 défaites) alors que le club devait jouer initialement en national 2, il prolonge le 20 décembre 2021 son contrat jusqu'en 2025. À l'issue de la saison, il obtient son BEPF en compagnie de 9 autres candidats, dont notamment Habib Beye (Red Star), Zoumana Camara (Paris Saint-Germain), Maxence Flachez (Olympique de Marseille) .
En 2023-2024, il dirige la Berrichonne de Châteauroux, en National, pendant 37 matchs.
Le 30 janvier 2025, il devient adjoint d'Habib Beye qui vient d'être nommé entraîneur du Stade rennais FC.